# المصرف الوطني الإسلامي
المصرف الوطني الإسلامي مصرف عراقي أهلي أُسس عام 2008 يبلغ رأس المال للمصرف 251 مليار دينار.